# Bombardier Talent
Bombardier Talent — серия дизель- и электропоездов канадской фирмы Bombardier. Производился во второй половине 1990-х. Всего для Германии было произведено 830 поездов этого типа всех модификаций. В связи с большим успехом начиная с 2008 года производится его улучшенная версия — Bombardier Talent 2.
По состоянию на декабрь 2011 года поезда эксплуатируются в 6 странах мира: Канаде, Германии, Австрии, Венгрии, Словакии и Норвегии.